# Daniel Sesma Sorbet
Daniel Sesma Sorbet (Pamplona, 20 de juliol de 1984) és un ciclista navarrès, que fou professional de 2008 fins al 2011.

## Palmarès

### Resultats al Giro d'Itàlia
- 2011. 149è de la classificació general